# Dieumerci Mbokani
Dieumerci Mbokani (Kinshasa, 22 novembre 1985) è un ex calciatore congolese (Repubblica Democratica del Congo), di ruolo attaccante.

## Biografia
Penultimo di sette figli (2 sorelle e 5 fratelli), deve il suo nome al fatto che sua madre ha aspettato 8 anni per concepirlo, dopo la nascita di suo fratello maggiore. Ha due nipoti anch'essi calciatori Nathan Kabasele e Christian Kabasele.

## Carriera

### Club

#### Gli esordi
Inizia la sua carriera con il Bel'Or, squadra di Kinshasa, con la quale nel 2004 disputa la seconda divisione del campionato congolese. Nel gennaio dell'anno successivo, si trasferisce al TP Mazembe. Con i Corbeaux gioca due stagioni, mettendo a segno 67 gol in 72 presenze e vincendo il campionato nella stagione 2006.

#### L'approdo in Belgio
Durante la finestra estiva di mercato della stagione 2006-2007, sbarca in Europa, andando in prestito all'Anderlecht. Il club gli lascia poche possibilità di mettersi in mostra perché l'allenatore Franky Vercauteren gli preferisce Nicolás Frutos e Mohammed Tchité. Alla fine del campionato, gioca un po' di più a causa della scarsa forma fisica di Mbo Mpenza e dell'infortunio di Tchité.
Nel giugno 2007, si trasferisce allo Standard Liegi e indossa la maglia numero 9. Nella sua prima stagione, mette a segno 15 gol e forma un'ottima coppia d'attacco con il serbo Milan Jovanović (31 reti in due nella stagione 2007-2008). Con la squadra vallone conquista il suo secondo campionato belga.
La stagione successiva, continua ad avere ottime prestazioni, in particolare contro l'Everton al primo turno di Coppa UEFA (2-2), e contro il Siviglia (1-0). In campionato, firma quattro doppiette (contro Dender, Westerlo, Germinal Beerschot e Cercle Brugge) e segna complessivamente 16 gol, arrivando secondo nella classifica marcatori dietro Joseph Akpala.
Inizia bene la stagione 2009-2010 segnando tre gol in otto partite, ma in seguito ha un terribile calo. Nonostante le mediocri prestazioni continua ad essere sostenuto da László Bölöni e finisce la stagione con quattro gol all'attivo.

#### Monaco e prestito al Wolfsburg
Il 6 agosto 2010 viene ingaggiato per quattro stagioni dal Monaco per 7 milioni di euro. Debutta con i colori monegaschi contro l'Auxerre (2-0), offrendo un assist ad Aubameyang. Segna il suo primo gol il 25 settembre contro il Lorient (1-2). Presto Mbokani si sente meno a suo agio e viene scartato dal suo allenatore. Quest'ultimo non lo convoca per il ritiro invernale e così Mbokani vuole lasciare il club.
Il 26 gennaio 2011, viene mandato in prestito per sei mesi con un'opzione per l'acquisto al Wolfsburg. Continua tuttavia ad avere prestazioni insufficienti e l'allenatore lo mette fuori rosa per il resto della stagione. Fa quindi ritorno a Monaco alla fine della stagione.

#### Il ritorno all'Anderlecht
Il 9 agosto 2011, Mbokani firma un contratto di tre anni con l'Anderlecht, che lo ha acquistato dal Monaco per 3 milioni di euro. Mbokani torna quindi nel paese in cui ha avuto il suo massimo splendore. All'Anderlecht ritrova Jovanović, compagno d'attacco ai tempi dello Standard Liegi. Arriva alla squadra belga per compensare la partenza del giovane attaccante Romelu Lukaku, trasferitosi in Inghilterra al Chelsea.
A causa della morte prematura del figlio David e di alcuni infortuni al ginocchio, non inizia subito con l'Anderlecht. Al suo ritorno, nella partita di Europa League contro il Lokomotiv Mosca, segna un gol e nell'esultanza alza le braccia al cielo per dedicarlo a suo figlio. Dopo un lento recupero, torna a giocare al meglio. L'incontro più importante dell'anno è quello contro la sua ex squadra, lo Standard Liegi. Dopo un gol annullato, segna il terzo dei cinque gol della sera, con un superbo pallonetto. Conclude la stagione vincendo il suo quarto titolo nazionale e la Supercoppa del Belgio.
Nella stagione 2012-2013 vince il quinto titolo belga e si piazza secondo nella classifica marcatori del campionato con 19 gol.

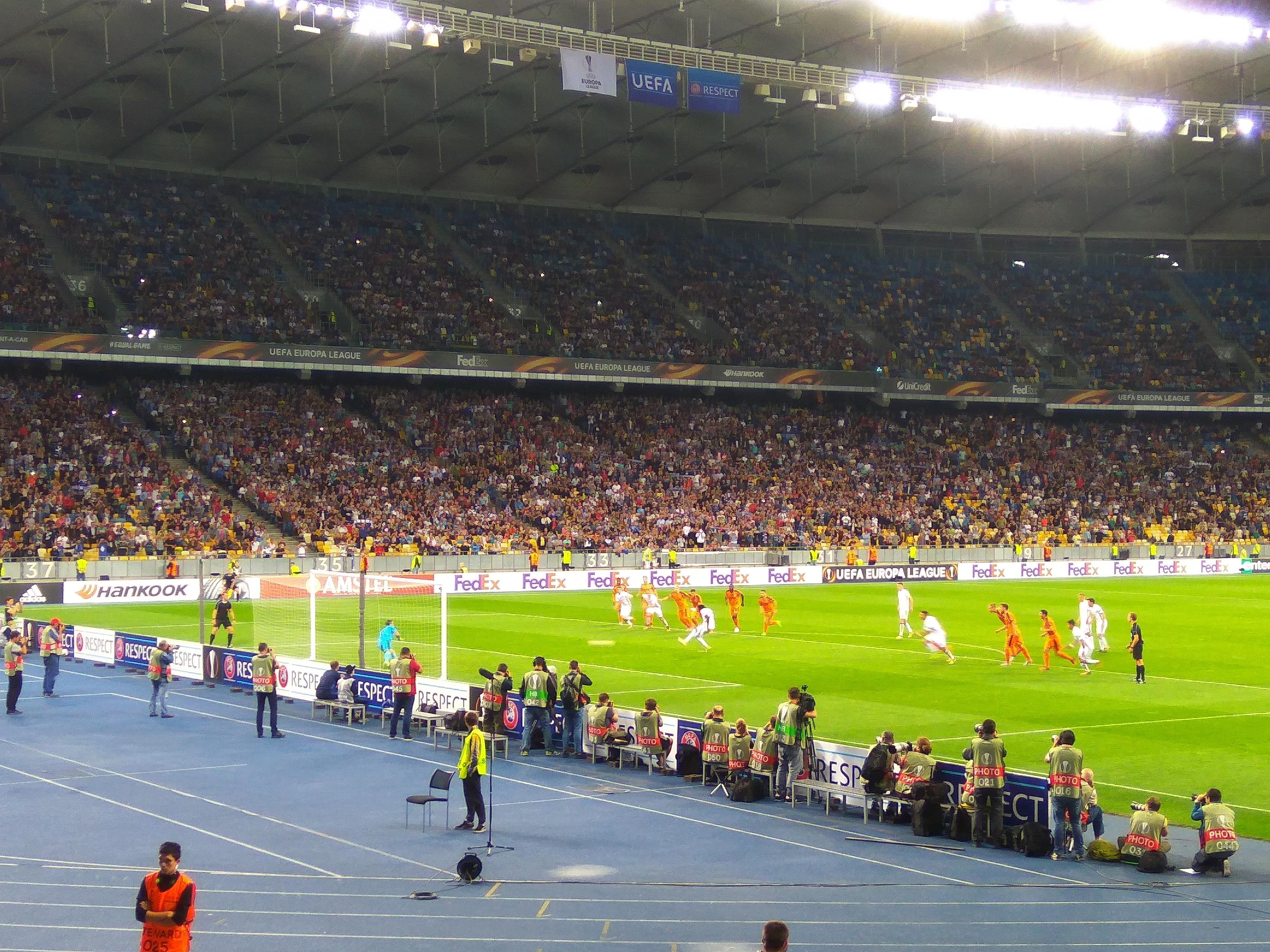
Mbokani realizza il gol del 3-1 su rigore durante Dinamo Kiev - Skënderbeu

#### I vari trasferimenti per l'Europa
Il 21 giugno 2013, Mbokani si trasferisce in Ucraina alla Dinamo Kiev. Il primo gol con la maglia biancoblu arriva all'esordio, il 14 luglio, nella prima partita di campionato contro il Volyn.
Il 31 agosto 2015 passa in prestito al Norwich City dove mette a segno 7 reti in 29 presenze in campionato.
Il 31 agosto 2016 viene ceduto in prestito all'Hull City, con la quale, però, non realizza nessuna rete.
Terminata l’avventura inglese, l'attaccante congolese torna nuovamente alla Dinamo Kiev, collezionando in totale 31 presenze e 12 reti tra tutte le competizioni.
Nel 2018 torna in Belgio, accasandosi all’Anversa. Durante la prima stagione dimostra una buona vena realizzativa, segnando 14 reti in 33 partite tra campionato e coppa. Nella stagione successiva conferma quanto di buono fatto vedere l'annata passata e in particolare trascina la squadra alla conquista della coppa nazionale realizzando cinque reti in cinque presenze durante la competizione. Conclude la seconda annata ad Anversa con 24 reti in 37 partite giocate.

### Nazionale
Dopo buone prestazioni in squadra viene convocato nel 2004 per le qualificazioni per la Coppa d'Africa 2006 ma non viene selezionato per partecipare al torneo.
Nel 2007 diventa titolare indiscusso nella nazionale congolese. Mbokani rifiuta la convocazione per una partita amichevole contro l'Egitto, l'11 agosto 2010, così come altri otto giocatori, denunciando la mancanza di organizzazione della federazione. Il nuovo allenatore, Robert Nouzaret chiede così la sua sospensione per la partita contro il Senegal del 5 settembre. Non viene convocato contro il Camerun il 1º ottobre, ancora per problemi disciplinari. Tuttavia, si scusa con il commissario tecnico che lo convoca per il match del 27 marzo 2011 contro Mauritius. Alla vigilia del match non si presenta insieme ai suoi compagni Cédric Mongongu e Larrys Mabiala, perché non schierato titolare. Nouzaret annuncia quindi la definitiva esclusione dalla nazionale di Mbokani. Dopo le dimissioni di Nouzaret, il nuovo commissario tecnico Claude Le Roy reintegra l'attaccante nella selezione congolese.
Nel gennaio 2013 è tra i convocati della Nazionale per la Coppa d'Africa 2013. Nel torneo egli mette a segno due gol, entrambi su rigore, nella partita d'esordio contro il Ghana (2-2) e nella terza partita del girone contro il Mali (1-1). I tre pareggi ottenuti nella fase a gironi non bastano alla selezione congolese per superare il turno.

## Statistiche

### Presenze e reti nei club
Statistiche aggiornate al 3 maggio 2021.
| Stagione              | Squadra               | Campionato            | Campionato | Campionato | Coppe nazionali | Coppe nazionali | Coppe nazionali | Coppe continentali | Coppe continentali | Coppe continentali | Altre coppe | Altre coppe | Altre coppe | Totale | Totale |
| Stagione              | Squadra               | Comp                  | Pres       | Reti       | Comp            | Pres            | Reti            | Comp               | Pres               | Reti               | Comp        | Pres        | Reti        | Pres   | Reti   |
| --------------------- | --------------------- | --------------------- | ---------- | ---------- | --------------- | --------------- | --------------- | ------------------ | ------------------ | ------------------ | ----------- | ----------- | ----------- | ------ | ------ |
| 2004                  | Bel'Or                | D2                    | 27         | 21         | -               | -               | -               | -                  | -                  | -                  | -           | -           | -           | 27     | 21     |
| 2005                  | TP Mazembe            | LNF                   | 40         | 40         | -               | -               | -               | -                  | -                  | -                  | -           | -           | -           | 40     | 40     |
| 2006                  | TP Mazembe            | LNF                   | 32         | 27         | -               | -               | -               | -                  | -                  | -                  | -           | -           | -           | 32     | 27     |
| Totale TP Mazembe     | Totale TP Mazembe     | Totale TP Mazembe     | 72         | 67         |                 |                 |                 |                    |                    |                    |             |             |             | 72     | 67     |
| 2006-2007             | Anderlecht            | JL                    | 9          | 4          | CB              | 1               | 1               | -                  | -                  | -                  | -           | -           | -           | 10     | 5      |
| 2007-2008             | Standard Liegi        | JL                    | 32         | 15         | CB              | 5               | 3               | CU                 | 3                  | 1                  | -           | -           | -           | 40     | 19     |
| 2008-2009             | Standard Liegi        | JL                    | 29+2       | 16+1       | CB              | 1               | 1               | UCL+CU             | 2+8                | 0+3                | -           | -           | -           | 42     | 21     |
| 2009-2010             | Standard Liegi        | JL                    | 20+4       | 4+3        | CB              | 1               | 0               | UCL+UEL            | 6+6                | 1+2                | SB          | 1           | 0           | 38     | 10     |
| Totale Standard Liegi | Totale Standard Liegi | Totale Standard Liegi | 81+6       | 35+4       |                 | 7               | 4               |                    | 25                 | 7                  |             | 1           | 0           | 120    | 50     |
| 2010-gen. 2011        | Monaco                | L1                    | 10         | 1          | CdF+CdL         | 0+1             | 0               | -                  | -                  | -                  | -           | -           | -           | 11     | 1      |
| gen.-giu. 2011        | Wolfsburg             | BL                    | 7          | 0          | -               | -               | -               | -                  | -                  | -                  | -           | -           | -           | 7      | 0      |
| 2011-2012             | Anderlecht            | JL                    | 26         | 15         | CB              | 0               | 0               | UEL                | 5                  | 1                  | -           | -           | -           | 31     | 16     |
| 2012-2013             | Anderlecht            | JL                    | 27         | 19         | CB              | 2               | 1               | UCL                | 8                  | 6                  | SB          | 1           | 1           | 38     | 27     |
| Totale Anderlecht     | Totale Anderlecht     | Totale Anderlecht     | 62         | 38         |                 | 3               | 2               |                    | 13                 | 7                  |             | 1           | 1           | 79     | 48     |
| 2013-2014             | Dinamo Kiev           | PL                    | 25         | 13         | KU              | 2               | 1               | UEL                | 6                  | 2                  | -           | -           | -           | 33     | 16     |
| 2014-2015             | Dinamo Kiev           | PL                    | 8          | 3          | CU              | 1               | 0               | UEL                | 3                  | 0                  | SU          | 1           | 0           | 13     | 3      |
| 2015-2016             | Norwich City          | PL                    | 29         | 7          | FACup+CdL       | 0+1             | 0               | -                  | -                  | -                  | -           | -           | -           | 30     | 7      |
| 2016-2017             | Hull City             | PL                    | 12         | 0          | FACup+CdL       | 0+2             | 0               | -                  | -                  | -                  | -           | -           | -           | 14     | 0      |
| 2017-2018             | Dinamo Kiev           | PL                    | 21         | 9          | KU              | 2               | 0               | UCL+UEL            | 2+5                | 1+2                | SU          | 1           | 0           | 31     | 12     |
| Totale Dinamo Kiev    | Totale Dinamo Kiev    | Totale Dinamo Kiev    | 54         | 25         |                 | 5               | 1               |                    | 16                 | 5                  |             | 2           | 0           | 77     | 31     |
| 2018-2019             | Anversa               | JL                    | 32         | 13         | CB              | 1               | 1               |                    | -                  | -                  | -           | -           | -           | 33     | 14     |
| 2019-2020             | Anversa               | JL                    | 28         | 18         | CB              | 5               | 5               | UEL                | 4                  | 1                  |             | -           | -           | 37     | 24     |
| 2020-2021             | Anversa               | JL                    | 32         | 14         | CB              | -               | -               | UEL                | 3                  | 0                  |             | -           | -           | 35     | 14     |
| Totale Anversa        | Totale Anversa        | Totale Anversa        | 92         | 45         |                 | 6               | 6               |                    | 7                  | 1                  |             | -           | -           | 105    | 52     |
| Totale carriera       | Totale carriera       | Totale carriera       | 452        | 243        |                 | 25              | 13              |                    | 61                 | 20                 |             | 4           | 1           | 542    | 277    |

### Cronologia presenze e reti in nazionale
| Cronologia completa delle presenze e delle reti in nazionale ― RD del Congo | Cronologia completa delle presenze e delle reti in nazionale ― RD del Congo | Cronologia completa delle presenze e delle reti in nazionale ― RD del Congo | Cronologia completa delle presenze e delle reti in nazionale ― RD del Congo | Cronologia completa delle presenze e delle reti in nazionale ― RD del Congo | Cronologia completa delle presenze e delle reti in nazionale ― RD del Congo | Cronologia completa delle presenze e delle reti in nazionale ― RD del Congo | Cronologia completa delle presenze e delle reti in nazionale ― RD del Congo |
| Data                                                                        | Città                                                                       | In casa                                                                     | Risultato                                                                   | Ospiti                                                                      | Competizione                                                                | Reti                                                                        | Note                                                                        |
| --------------------------------------------------------------------------- | --------------------------------------------------------------------------- | --------------------------------------------------------------------------- | --------------------------------------------------------------------------- | --------------------------------------------------------------------------- | --------------------------------------------------------------------------- | --------------------------------------------------------------------------- | --------------------------------------------------------------------------- |
| 16-11-2005                                                                  | Senlis                                                                      | Libia                                                                       | 2 – 1                                                                       | RD del Congo                                                                | Amichevole                                                                  | 1                                                                           |                                                                             |
| 14-12-2005                                                                  | Kitwe                                                                       | Zambia                                                                      | 4 – 1                                                                       | RD del Congo                                                                | Amichevole                                                                  | -                                                                           |                                                                             |
| 12-5-2006                                                                   | Città del Messico                                                           | Messico                                                                     | 2 – 1                                                                       | RD del Congo                                                                | Amichevole                                                                  | 1                                                                           |                                                                             |
| 1-6-2007                                                                    | Addis Abeba                                                                 | Etiopia                                                                     | 1 – 0                                                                       | RD del Congo                                                                | Qual. Coppa d'Africa 2008                                                   | -                                                                           |                                                                             |
| 26-3-2008                                                                   | Gonfreville-l'Orcher                                                        | Algeria                                                                     | 1 – 1                                                                       | RD del Congo                                                                | Amichevole                                                                  | 1                                                                           | 65’                                                                         |
| 1-6-2008                                                                    | Il Cairo                                                                    | Egitto                                                                      | 2 – 1                                                                       | RD del Congo                                                                | Qual. Mondiali 2010                                                         | -                                                                           | 67’                                                                         |
| 8-6-2008                                                                    | Kinshasa                                                                    | RD del Congo                                                                | 1 – 0                                                                       | Malawi                                                                      | Qual. Mondiali 2010                                                         | -                                                                           |                                                                             |
| 13-6-2008                                                                   | Gibuti                                                                      | Gibuti                                                                      | 0 – 6                                                                       | RD del Congo                                                                | Qual. Mondiali 2010                                                         | 2                                                                           | 49’                                                                         |
| 22-6-2008                                                                   | Kinshasa                                                                    | RD del Congo                                                                | 5 – 1                                                                       | Gibuti                                                                      | Qual. Mondiali 2010                                                         | 1                                                                           | 57’                                                                         |
| 20-8-2008                                                                   | Dreux                                                                       | RD del Congo                                                                | 2 – 1                                                                       | Togo                                                                        | Amichevole                                                                  | -                                                                           |                                                                             |
| 7-9-2008                                                                    | Kinshasa                                                                    | RD del Congo                                                                | 0 – 1                                                                       | Egitto                                                                      | Qual. Mondiali 2010                                                         | -                                                                           |                                                                             |
| 11-10-2008                                                                  | Blantyre                                                                    | Malawi                                                                      | 2 – 1                                                                       | RD del Congo                                                                | Qual. Mondiali 2010                                                         | -                                                                           | 46’                                                                         |
| 12-8-2009                                                                   | Kinshasa                                                                    | RD del Congo                                                                | 1 – 2                                                                       | Senegal                                                                     | Amichevole                                                                  | -                                                                           |                                                                             |
| 14-10-2009                                                                  | Saint-Gratien                                                               | RD del Congo                                                                | 2 – 2                                                                       | Qatar                                                                       | Amichevole                                                                  | -                                                                           | 60’                                                                         |
| 5-9-2010                                                                    | Lubumbashi                                                                  | RD del Congo                                                                | 2 – 4                                                                       | Senegal                                                                     | Qual. Coppa d'Africa 2012                                                   | -                                                                           | 70’                                                                         |
| 10-6-2012                                                                   | Kinshasa                                                                    | RD del Congo                                                                | 2 – 0                                                                       | Togo                                                                        | Qual. Mondiali 2010                                                         | 1                                                                           | 88’                                                                         |
| 17-6-2012                                                                   | Kinshasa                                                                    | RD del Congo                                                                | 3 – 0                                                                       | Seychelles                                                                  | Qual. Coppa d'Africa 2013                                                   | 1                                                                           |                                                                             |
| 9-9-2012                                                                    | Kinshasa                                                                    | RD del Congo                                                                | 4 – 0                                                                       | Guinea Equatoriale                                                          | Qual. Coppa d'Africa 2013                                                   | 2                                                                           |                                                                             |
| 14-10-2012                                                                  | Malabo                                                                      | Guinea Equatoriale                                                          | 2 – 1                                                                       | RD del Congo                                                                | Qual. Coppa d'Africa 2013                                                   | -                                                                           |                                                                             |
| 20-1-2013                                                                   | Port Elizabeth                                                              | Ghana                                                                       | 2 – 2                                                                       | RD del Congo                                                                | Coppa d'Africa 2013 - 1º turno                                              | 1                                                                           |                                                                             |
| 24-1-2013                                                                   | Port Elizabeth                                                              | Niger                                                                       | 0 – 0                                                                       | RD del Congo                                                                | Coppa d'Africa 2013 - 1º turno                                              | -                                                                           | 87’                                                                         |
| 28-1-2013                                                                   | Durban                                                                      | RD del Congo                                                                | 1 – 1                                                                       | Mali                                                                        | Coppa d'Africa 2013 - 1º turno                                              | 1                                                                           |                                                                             |
| 24-3-2013                                                                   | Kinshasa                                                                    | RD del Congo                                                                | 0 – 0                                                                       | Libia                                                                       | Qual. Mondiali 2014                                                         | -                                                                           |                                                                             |
| 16-6-2013                                                                   | Kinshasa                                                                    | Rep. del Congo                                                              | 0 – 0                                                                       | Camerun                                                                     | Qual. Mondiali 2014                                                         | -                                                                           |                                                                             |
| 7-1-2015                                                                    | Yaoundé                                                                     | Camerun                                                                     | 1 – 1                                                                       | Costa d'Avorio                                                              | Amichevole                                                                  | -                                                                           |                                                                             |
| 18-1-2015                                                                   | Ebebiyín                                                                    | Zambia                                                                      | 1 – 1                                                                       | RD del Congo                                                                | Coppa d'Africa 2015 - 1º Turno                                              | -                                                                           |                                                                             |
| 22-1-2015                                                                   | Ebebiyín                                                                    | Capo Verde                                                                  | 0 – 0                                                                       | RD del Congo                                                                | Coppa d'Africa 2015 - 1º Turno                                              | -                                                                           |                                                                             |
| 26-1-2015                                                                   | Bata                                                                        | RD del Congo                                                                | 1 – 1                                                                       | Tunisia                                                                     | Coppa d'Africa 2015 - 1º Turno                                              | -                                                                           |                                                                             |
| 31-1-2015                                                                   | Bata                                                                        | Rep. del Congo                                                              | 2 – 4                                                                       | RD del Congo                                                                | Coppa d'Africa 2015 - Quarti di Finale                                      | 2                                                                           |                                                                             |
| 4-2-2015                                                                    | Bata                                                                        | RD del Congo                                                                | 1 – 3                                                                       | Costa d'Avorio                                                              | Coppa d'Africa 2015 - Semifinale                                            | 1                                                                           | 57’                                                                         |
| 7-2-2015                                                                    | Malabo                                                                      | RD del Congo                                                                | 0 – 0                                                                       | Guinea Equatoriale                                                          | Coppa d'Africa 2015 - Finale 3º posto                                       | -                                                                           | 46’                                                                         |
| 8-10-2015                                                                   | Visé                                                                        | RD del Congo                                                                | 2 – 0                                                                       | Nigeria                                                                     | Amichevole                                                                  | 1                                                                           | 82’                                                                         |
| 12-10-2015                                                                  | Mons                                                                        | Gabon                                                                       | 1 – 2                                                                       | RD del Congo                                                                | Amichevole                                                                  | -                                                                           | 62’                                                                         |
| 12-11-2015                                                                  | Bujumbura                                                                   | Burundi                                                                     | 2 – 3                                                                       | RD del Congo                                                                | Qual. Mondiali 2018                                                         | -                                                                           |                                                                             |
| 15-11-2015                                                                  | Kinshasa                                                                    | RD del Congo                                                                | 2 – 2                                                                       | Burundi                                                                     | Qual. Mondiali 2018                                                         | -                                                                           | 84’                                                                         |
| 8-10-2016                                                                   | Kinshasa                                                                    | RD del Congo                                                                | 4 – 0                                                                       | Libia                                                                       | Qual. Mondiali 2018                                                         | 2                                                                           | 66’                                                                         |
| 13-11-2016                                                                  | Conakry                                                                     | Guinea                                                                      | 1 – 2                                                                       | RD del Congo                                                                | Qual. Mondiali 2018                                                         | -                                                                           |                                                                             |
| 16-1-2017                                                                   | Oyem                                                                        | RD del Congo                                                                | 1 – 0                                                                       | Marocco                                                                     | Coppa d'Africa 2017 - 1º Turno                                              | -                                                                           | 77’                                                                         |
| 20-1-2017                                                                   | Oyem                                                                        | Costa d'Avorio                                                              | 2 – 2                                                                       | RD del Congo                                                                | Coppa d'Africa 2017 - 1º Turno                                              | -                                                                           | Cap.                                                                        |
| 29-1-2017                                                                   | Oyem                                                                        | RD del Congo                                                                | 1 – 2                                                                       | Ghana                                                                       | Coppa d'Africa 2017 - Quarti di Finale                                      | -                                                                           | Cap.                                                                        |
| 2-9-2021                                                                    | Lubumbashi                                                                  | RD del Congo                                                                | 1 – 1                                                                       | Tanzania                                                                    | Qual. Mondiali 2022                                                         | 1                                                                           | 73’                                                                         |
| 6-9-2021                                                                    | Cotonou                                                                     | Benin                                                                       | 1 – 1                                                                       | RD del Congo                                                                | Qual. Mondiali 2022                                                         | 1                                                                           | 58’                                                                         |
| 7-10-2021                                                                   | Rabat                                                                       | RD del Congo                                                                | 2 – 0                                                                       | Madagascar                                                                  | Qual. Mondiali 2022                                                         | 1                                                                           | Cap. 55’ 88’                                                                |
| 10-10-2021                                                                  | Antananarivo                                                                | Madagascar                                                                  | 1 – 0                                                                       | RD del Congo                                                                | Qual. Mondiali 2022                                                         | -                                                                           | Cap. 61’                                                                    |
| 11-11-2021                                                                  | Dar es Salaam                                                               | Tanzania                                                                    | 0 – 3                                                                       | RD del Congo                                                                | Qual. Mondiali 2022                                                         | -                                                                           | Cap. 46’                                                                    |
| 25-3-2022                                                                   | Kinshasa                                                                    | RD del Congo                                                                | 1 – 1                                                                       | Marocco                                                                     | Qual. Mondiali 2022                                                         | -                                                                           | cap. 67’                                                                    |
| 29-3-2022                                                                   | Casablanca                                                                  | Marocco                                                                     | 4 – 1                                                                       | RD del Congo                                                                | Qual. Mondiali 2022                                                         | -                                                                           | 85’                                                                         |
| Totale                                                                      |                                                                             | Presenze                                                                    | 47                                                                          |                                                                             | Reti (1º posto)                                                             | 21                                                                          |                                                                             |

## Palmarès

### Club
- Campionato della Repubblica Democratica del Congo: 1

TP Mazembe: 2006
- Campionato belga: 5

Anderlecht: 2006-2007, 2011-2012, 2012-2013
Standard Liegi: 2007-2008, 2008-2009
- Supercoppa del Belgio: 2

Standard Liegi: 2009
Anderlecht: 2012
- Campionato ucraino: 1

Dinamo Kiev: 2014-2015
- Coppa d'Ucraina: 2

Dinamo Kiev: 2013-2014, 2014-15
- Coppa del Belgio: 1

Anversa: 2019-2020

### Individuale
- Calciatore belga dell'anno: 1

2012
- Capocannoniere della Coppa d'Africa: 1

Guinea Equatoriale 2015 (3 gol, a pari merito con André Ayew, Javier Balboa, Thievy Bifouma e Ahmed Akaïchi)
- Capocannoniere della Pro League: 1

2019-2020 (18 gol, a pari merito con Jonathan David)